# Novosad
Novosad és un poble i municipi d'Eslovàquia. Es troba a la regió de Košice, a l'est del país. El 2017 tenia 1.010 habitants.

## Història
La primera referència escrita de la vila data del 1318.

## Demografia
| Godina             | 1994 | 2004    | 2014   | 2024   |
| ------------------ | ---- | ------- | ------ | ------ |
| Nombre de persones | 921  | 1031    | 1027   | 1040   |
| Diferència         |      | +11,94% | −0,38% | +1,26% |

| Godina             | 2023 | 2024   |
| ------------------ | ---- | ------ |
| Nombre de persones | 1019 | 1040   |
| Diferència         |      | +2,06% |